# Голицын, Георгий Сергеевич
Гео́ргий Серге́евич Голи́цын (род. 23 января 1935, Москва, СССР) — советский и российский геофизик, академик РАН (АН СССР с 1987, членкор с 1979), специалист по физике атмосферы и океана, теории климата, природным процессам и явлениям. С 1990 по 2008 год — директор Института физики атмосферы им. А. М. Обухова РАН, где работает со времени окончания МГУ в 1958 году.

## Биография
Родился в семье Сергея Михайловича Голицына, представителя древнего княжеского рода Голицыных, инженера-топографа и писателя. Мама — Клавдия Михайловна (в девичестве — Бавыкина) была седьмым ребёнком в семье кондуктора железной дороги. В семье был ещё и младший брат Георгия — Михаил.
В мае 1941 года с матерью переехал во Владимирскую область, в деревню Погост, где находилась изыскательская партия отца, затем в село Любец. Мать работала кладовщиком.
В школу пошёл в сентябре 1942 года в деревне Погост. В октябре 1945 года вместе с матерью и братом вернулся в Москву, где стал учиться в 126-й средней школе. В 1952 году окончил школу с золотой медалью. Выбирая вуз для продолжения образования, рассматривал варианты поступления в МГУ, МИФИ, МФТИ. На окончательный выбор физического факультета МГУ повлияла беседа с Г. С. Ландсбергом.
Окончил физический факультет МГУ (1958), ученик К. П. Станюковича.
По окончании университета начал работать в Институте физики атмосферы АН СССР (РАН), мл. научный сотрудник, старший научный сотрудник, зав. лабораторией. Кандидат (1961), доктор физико-математических наук (1972). Профессор (1981).
Г. С. Голицына называют одним из самых способных учеников академика А. М. Обухова, преемником которого он стал в качестве директора Института физики атмосферы АН СССР.
Первым в мае 1983 года выступил с докладом о климатических последствиях ядерной войны.
Г.С. Голицын  интенсивно участвовал в формировании повестки развития науки по изменению климата. В 1982-87 и 1992-97 гг.  он был членом Объединённого Научного Комитета (JSC, Joint Scientific Committee, см. World Climate Research Programme), организованного Международным Советом Научных Союзов и Всемирной Метеорологической Организацией под эгидой ООН.  Этим комитетом рассматривались также погодные и другие последствия крупномасштабной ядерной войны. Г.С. Голицын первый оценил метеорологические последствия ядерной войны, в сентябре 1983 г., опираясь на опыт изучения последствий марсианских глобальных пыльных бурь.
В 1992-97 гг.  был председателем Совета Международного института прикладного системного анализа (IIASA, International Institute of Applied System Analysis).
Ввел в научную практику уравнение случайных движений А.Н. Колмогорова (1934), что изложено в его статье (Успехи физических наук, 2024, стр. 86 – 96). Это позволило описать многие статистические распределения, остававшиеся эмпирическими десятки лет.
Председатель попечительского совета Свято-Димитриевского сестричества, 1991-2003.
Один из основателей московского отделения научного общества Sigma Xi.
Член Европейской академии (2000).
Вместе с членами-корреспондентами Г. В. Мальцевым и Ф. Ф. Кузнецовым и академиками РАН Т. М. Энеевым и Г. А. Заварзиным выступил с критикой «Письма десяти академиков» по поводу клерикализации жизни страны.
Был главным редактором журнала «Известия АН СССР. Физика атмосферы и океана», 1988-2023. Был членом редколлегии журналов РАН «Природа». и «Доклады РАН». Был также членом редколлегий зарубежных журналов «Tellus», «Icarus», «Geophysical and  astrophysical fluid dynamics».
Автор свыше 300 научных трудов, в том числе семи монографий.

## Основные работы
- Введение в динамику планетных атмосфер. — Л.: Гидрометеоиздат, 1973. — С. 104.
- Исследование конвекции с геофизическими приложениями и аналогиями. — Л.: Гидрометеоиздат, 1980.
- Будыко М. И., Голицын Г. С., Израэль Ю. А. Глобальные климатические катастрофы. — М.: Гидрометеоиздат, 1986. — С. 159.
- M.I. Budyko, G.S. Golitsyn, Y.A. Izrael. Global climatic catastrophes. — Berlin ; New York : Springer-Verlag, 1988.
- B.M. Boubnov, G.S. Golitsyn. Convection in rotating fluids. — Dordrecht; Boston: Kluwer Academic Publishers, 1995.
- Динамика природных явлений. — М.: Физматлит, 2004.
- Статистика и динамика природных процессов и явлений: Методы, инструментарий, результаты. — Изд. 2-е. — М.: URSS, 2013. — С. 400. — ISBN 978-5-396-00502-0.
- Микро- и макромиры и гармония. — М.: Журнал «Квант», 2008.
- Природные процессы и явления: волны, планеты, конвекция, климат, статистика. — М.: Физматлит, 2004. (Избранные труды — 37 ст.). — С. 344. — ISBN 5-9221-0548-5.
- Вероятностные структуры макромира: землетрясения, ураганы, наводнения... — М.: Физматлит, 2022. — С. 181. — ISBN 978-5-9221-1922-1.
- Жизнь, наука и связи людей. — М.: Физматлит, 2024. — С. 230. — ISBN 978-5-9221-1985-6.

## Награды
- Орден «За заслуги перед Отечеством» IV степени (2007) — за большой вклад в развитие науки и многолетнюю плодотворную деятельность[13]
- Орден Почёта (1999) — за большой вклад в развитие отечественной науки, подготовку высококвалифицированных кадров и в связи с 275-летием Российской академии наук[14]
- Премия имени А. А. Фридмана АН СССР (1990) — за работы по динамической метеорологии
- Демидовская премия (1996) — за достижения в области наук о Земле
- Почётный учёный Международного института прикладного системного анализа (Honorary Scholar of IIASA) (1997)
- Медаль Альфреда Вегенера, высшая награда Европейского союза наук о Земле (2005) — за заслуги в области наук об океане, атмосфере и климате
- Почётный член Королевского Метеорологического общества (Honorary Fellow of Royal Meteorological Society) (2011)
- Премия имени Б. Б. Голицына РАН (2015) — за монографию «Статистика и динамика природных процессов и явлений. Методы, инструментарий, результаты»
- Золотая медаль имени А. М. Обухова РАН (2018) — за работы, внесшие выдающийся вклад в исследования магнитной гидродинамики, разработку ряда теорий в области планетологии, теории климата, физики атмосферы и геофизики: общей циркуляции планетных атмосфер, возникновения ураганов и других интенсивных атмосферных вихрей, радиационных эффектов и тепломассообмена между океаном и атмосферой и ряда других природных процессов и явлений
- Большая золотая медаль имени М. В. Ломоносова РАН (2019) — за выдающийся вклад в изучении физики атмосферы Земли и планет и разработку теории климата и его изменений
- Благодарность Президента Российской Федерации (2024) — за заслуги в развитии отечественной науки, многолетнюю плодотворную деятельность и в связи с 300-летием со дня основания Российской академии наук[15]